# Panagiótis Pulítsas
Panagiótis Pulítsas (em grego: Παναγιώτης Πουλίτσας; 1881 — 1968) foi um político da Grécia. Ocupou o cargo de primeiro-ministro da Grécia entre 4 de Abril de 1946 a 18 de Abril de 1946.